# Тусуясь со своими
«Тусуясь со своими» (англ. Hangin' With The Homeboys) — комедийно-драматический фильм американского режиссёра Джозефа Васкеса. Премьера картины состоялась в 1991 году на кинофестивале независимого кино «Сандэнс».

## Сюжет
Действие фильма разворачивается в Нью-Йорке, в Южном Бронксе, в течение суток. Два афроамериканца, Том и Уилли, и два пуэрториканца, Джонни и Фернандо (последний из которых выдаёт себя за итальянца по имени Винни), выходят в город в пятницу вечером. До рассвета им придётся узнать друг друга получше и научиться быть друзьями.

## В ролях
- Марио Джойнер[англ.] — Том
- Даг Э. Даг[англ.] — Уилли
- Нестор Серрано — Фернандо (Винни)
- Джон Легуизамо — Джонни
- Мэри Би Уорд — Луна

## Награды и номинации
| Год  | Фестиваль / Премия                    | Награда / Категория                       | Номинант                | Результат |
| ---- | ------------------------------------- | ----------------------------------------- | ----------------------- | --------- |
| 1991 | «Сандэнс»                             | Приз за лучший сценарий имени Уолдо Солта | Джозеф Васкес           | Победа    |
| 1991 | «Сандэнс»                             | Гран-при жюри за драматический фильм      | Джозеф Васкес           | Номинация |
| 1991 | Фестиваль американского кино в Довиле | Приз зрительских симпатий                 | Джозеф Васкес           | Победа    |
| 1991 | Фестиваль американского кино в Довиле | Приз критиков                             | Джозеф Васкес           | Номинация |
| 1992 | «Независимый дух»                     | Лучший фильм                              | Ричард Брик             | Номинация |
| 1992 | «Независимый дух»                     | Лучший режиссёр                           | Джозеф Васкес           | Номинация |
| 1992 | «Независимый дух»                     | Лучший сценарий                           | Джозеф Васкес           | Номинация |
| 1992 | «Независимый дух»                     | Лучшая мужская роль                       | Даг Э. Даг              | Номинация |
| 1992 | «Независимый дух»                     | Лучшая женская роль второго плана         | Мэри Би Уорд            | Номинация |
| 1992 | «Независимый дух»                     | Лучшая музыка                             | Дэвид Чаклер Джоэл Силл | Номинация |